# Dusona semiflava
Dusona semiflava är en stekelart som först beskrevs av Costa 1883.  Dusona semiflava ingår i släktet Dusona och familjen brokparasitsteklar. Utöver nominatformen finns också underarten D. s. canariensis.